# Infecció vírica
Una virasi o infecció vírica (o malaltia vírica, quan produeix clínica) es produeix quan el cos d'un organisme és envaït per virus patògens i partícules víriques infeccioses (virions) que s'uneixen i entren a les cèl·lules susceptibles. Hi ha un gran nombre de virus que causen infeccions humanes però es mostren en les taules d'aquest article els que són clínicament més importants, tot i que els coneguts a hores d'ara superen el centenar.
El ventall de patologies produïdes pels virus és amplíssim. Són els responsables d'afeccions generalment banals, com ara la majoria de refredats comuns, i també de febres hemorràgiques amb una taxa de mortalitat molt alta.
Durant els darrers anys, l'ús de tècniques moleculars ha posat de manifest la gran importància que tenen els fenòmens de coinfecció i les sinèrgies que es produeixen entre virus i bactèries en el pronòstic i tractament de les infeccions víriques. Avui dia, però, les dades clíniques sobre aquest particular són variables o inclús discrepants. Un fet que, possiblement, està relacionat amb la diversitat dels múltiples agents etiològics implicats segons la localització geogràfica i amb els mètodes de detecció emprats.
| Família          | Grup Baltimore | Espècies importants | Embolcall    | Forma del virió              | Lloc de replicació |
| ---------------- | -------------- | --- | ------------ | ---------------------------- | ------------------ |
| Adenoviridae     | Grup I         | Adenovirus | No embolicat | Icosaèdrica                  | Nucli              |
| Herpesviridae    | Grup I         | Herpes simple tipus 1, herpes simplex tipus 2, virus de la varicel·la zòster, virus d'Epstein-Barr, citomegalovirus humà, herpesvirus humà tipus 8 | Embolicat    | Complexa                     | Nucli              |
| Papillomaviridae | Grup I         | Virus del papil·loma humà | No embolicat | Icosaèdrica                  | Nucli              |
| Polyomavirus     | Grup I         | Virus BK, virus JC | No embolicat | Icosaèdrica                  | Nucli              |
| Poxviridae       | Grup I         | Verola | Embolicat    | Complexa                     | Citoplasma         |
| Hepadnaviridae   | Grup VII       | Virus de l'hepatitis B | Embolicat    | Icosaèdrica                  | Nucli              |
| Parvoviridae     | Grup II        | Bocavirus humans, parvovirus B19, | No embolicat | Icosaèdrica                  | Nucli              |
| Astroviridae     | Grup IV        | Astrovirus humà | No embolicat | Icosaèdrica                  | Citoplasma         |
| Caliciviridae    | Grup IV        | Virus de Norwalk | No embolicat | Icosaèdrica                  | Citoplasma         |
| Picornaviridae   | Grup IV        | Coxsackievirus, virus de l'hepatitis A, poliovirus, rinovirus                                                                                      | No embolicat | Icosaèdrica                  | Citoplasma         |
| Coronaviridae    | Grup IV        | Virus de la síndrome respiratòria aguda severa (SARS-CoV), virus de la COVID-19 (SARS-CoV-2)                                                       | Embolicat    | Helicoidal                   | Citoplasma         |
| Flaviviridae     | Grup IV        | Virus de l'hepatitis C, virus de la febre groga, virus del dengue, virus del Nil Occidental                                                        | Embolicat    | Icosaèdrica                  | Citoplasma         |
| Togaviridae      | Grup IV        | Virus de la rubèola | Embolicat    | Icosaèdrica                  | Citoplasma         |
| Hepeviridae      | Grup IV        | Virus de l'hepatitis E | Embolicat    | Icosaèdrica                  | Citoplasma         |
| Retroviridae     | Grup VI        | Virus de la immunodeficiència humana (VIH) | Embolicat    | Icosaèdrica                  | Nucli              |
| Orthomyxoviridae | Grup V         | Virus de la grip | Embolicat    | Helicoidal                   | Nucli              |
| Arenaviridae     | Grup V         | Virus Guanarito, virus Junín, virus de Lassa, virus Machupo, virus Aporé, virus de Sabiá                                                           | Embolicat    | Helicoidal                   | Citoplasma         |
| Bunyaviridae     | Grup V         | Virus de la febre hemorràgica de Crimea-Congo | Embolicat    | Helicoidal                   | Citoplasma         |
| Filoviridae      | Grup V         | Virus d'Ebola, virus de Marburg | Embolicat    | Helicoidal                   | Citoplasma         |
| Paramyxoviridae  | Grup V         | Virus del xarampió, virus de la parotiditis, virus parainfluenza, virus sincitial respiratori, metapneumovirus humà, virus Hendra, virus Nipah,    | Embolicat    | Helicoidal                   | Citoplasma         |
| Rhabdoviridae    | Grup V         | Virus de la ràbia | Embolicat    | Helicoidal, en forma de bala | Citoplasma         |
| No assignat      | Grup V         | Virus de l'hepatitis D | Embolicat    | Esfèrica                     | Nucli              |
| Reoviridae       | Grup III       | Rotavirus, orbivirus, coltivirus, virus Banna | No embolicat | Icosaèdrica                  | Citoplasma         |